# Усть-Вымский район
Усть-Вы́мский райо́н (коми Емдін район) — административно-территориальная единица и муниципальное образование (муниципальный район) в составе Республики Коми Российской Федерации.
Административный центр — село Айкино.
Усть-Вымский район приравнен к районам Крайнего Севера.

## География
Усть-Вымский район расположен в юго-западной части Республики Коми. Граничит с Княжпогостским, Удорским, Сыктывдинским районами Республики Коми и Ленским районом Архангельской области.
Рельеф района равнинный, с максимальными отметками высот до 157 м. Климат умеренно континентальный. Средняя температура января −15,5 °C, июля +16 °C. Среднегодовое количество осадков 550 мм. Наиболее крупные реки района — Вычегда, Вымь, Яренга.

## История

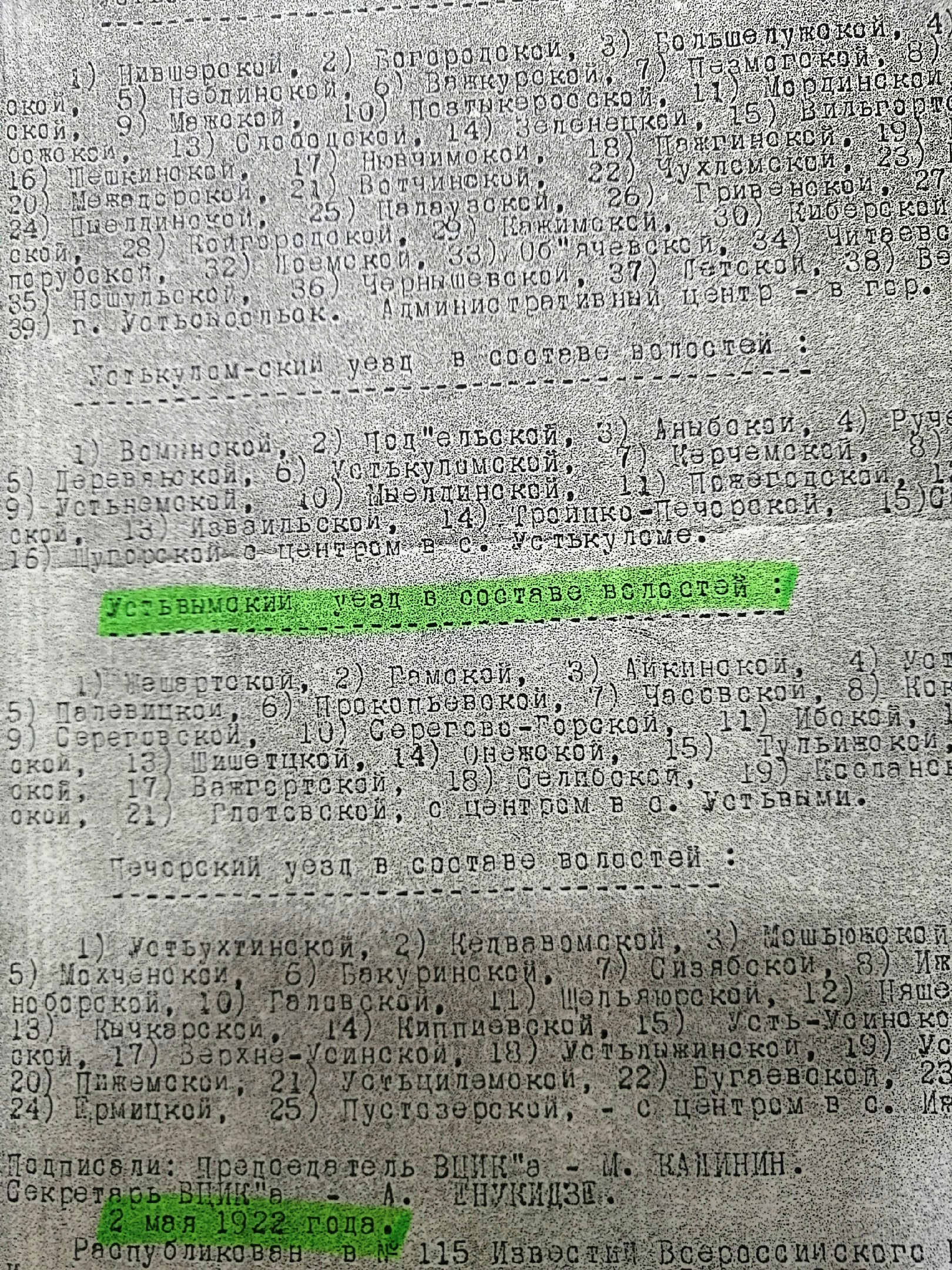

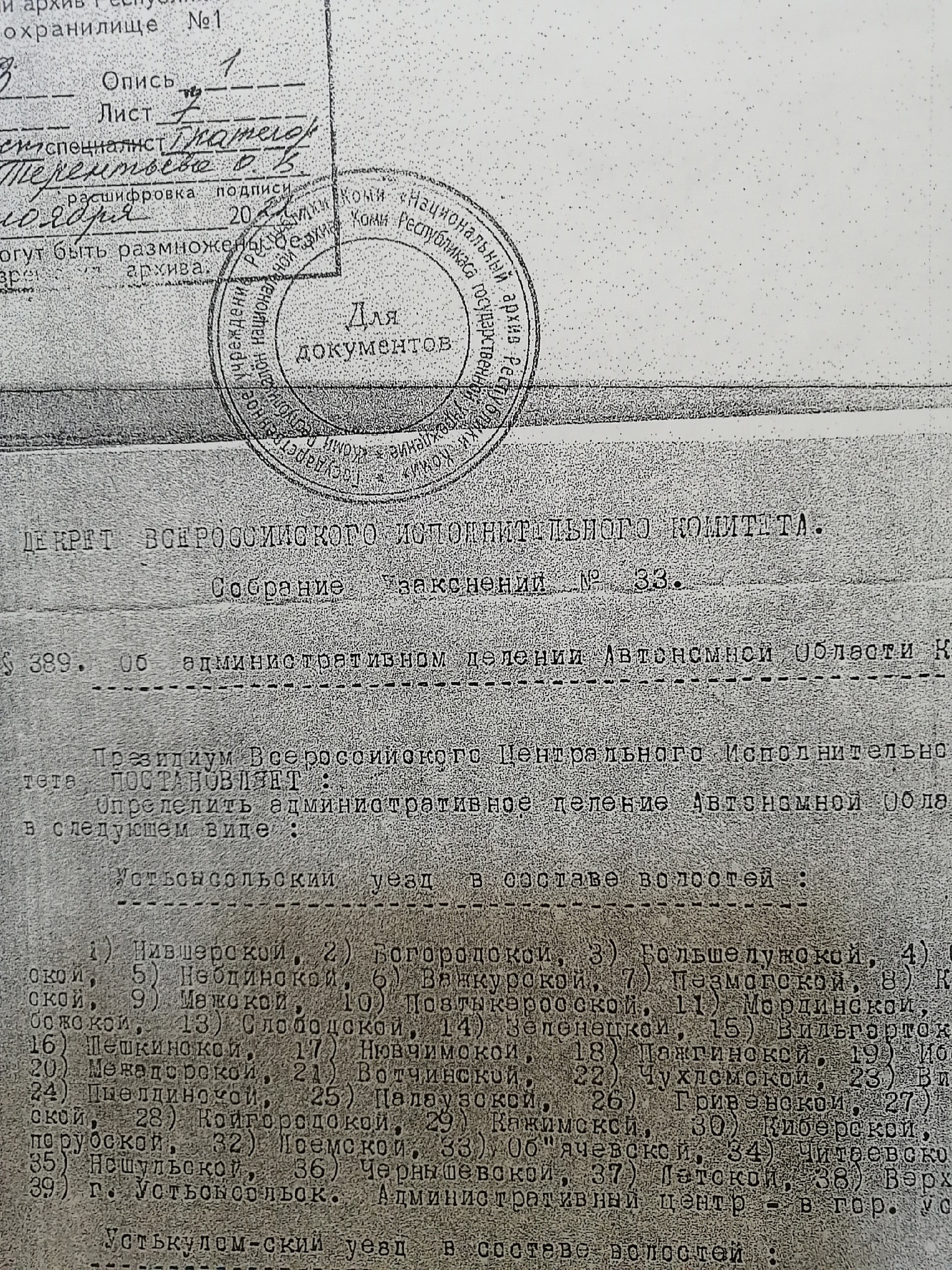

Район образован как Усть-Вымский уезд 2 мая 1922 года согласно Декрету Всероссийского Центрального исполнительного комитета об административном делении Автономной области Коми. Он был выделен из Яренского уезда; разделение происходило по критерию национального состава населения, волости с преимущественно русским населением остались в Яренском уезде. В Усть-Вымский уезд входила 21 волость: Айкинская, Вожгортская, Гамская, Глотовская, Ёртомская, Жешартская, Ибская, Каквицкая, Косланская, Княжпогостская, Онежская, Полевицкая, Прокопьевская, Селибская, Серёговская, Серегово-Горская, Турьинская, Усть-Вымская, Часовская, Чупровская, Шешецкая. 15 июля 1929 года уезды были преобразованы в районы. 22 декабря 2017 года решением Совета муниципального района «Усть-Вымский» датой образования Усть-Вымского района установлено 2 мая 1922 года с учетом данных исторического документа (см. сканы документа в правой колонке). В 1929 году при преобразовании уездов в районы Усть-Вымский уезд был разделён на Усть-Вымский район и Удорский район. В 1939 году из Усть-Вымского района выделился Княжпогостский район. В 1943 году райцентр из Усть-Выми был перенесён в село Айкино.

## Население
| 2002    | 2009    | 2010    | 2011    | 2012    | 2013    | 2014    |
| ------- | ------- | ------- | ------- | ------- | ------- | ------- |
| 34 000  | ↘31 163 | ↘29 474 | ↘29 264 | ↘28 584 | ↘27 976 | ↘27 547 |
| 2015    | 2016    | 2017    | 2018    | 2019    | 2020    | 2021    |
| ↘27 016 | ↘26 530 | ↘26 192 | ↘25 786 | ↘25 377 | ↘24 998 | ↘24 306 |
| 2024    |         |         |         |         |         |         |
| ↘23 548 |         |         |         |         |         |         |

### Урбанизация
В городских условиях (город Микунь и пгт Жешарт) проживают 64,4 % населения района.

### Национальный состав
По переписи 2010 года:
- Всего — 29 474 чел.
- русские — 18 358 чел. (62,8 %),
- коми — 7475 чел. (25,6 %),
- украинцы — 1291 чел. (4,4 %)
- белорусы — 319 чел. (1,1 %)
- указавшие национальность — 29 228 чел. (100,0 %).

По итогам переписи населения 2020 года проживали следующие национальности (национальности менее 0,1 % и другое, см. в сноске к строке «Другие»):
| Национальность | Численность, чел. | Доля     |
| -------------- | ----------------- | -------- |
| Русские        | 16 451            | 67,68 %  |
| Коми           | 4700              | 19,34 %  |
| Украинцы       | 495               | 2,04 %   |
| Азербайджанцы  | 134               | 0,55 %   |
| Белорусы       | 118               | 0,49 %   |
| Удмурты        | 114               | 0,47 %   |
| Чуваши         | 112               | 0,46 %   |
| Немцы          | 108               | 0,44 %   |
| Татары         | 77                | 0,32 %   |
| Молдаване      | 73                | 0,30 %   |
| Марийцы        | 38                | 0,16 %   |
| Армяне         | 36                | 0,15 %   |
| Лезгины        | 32                | 0,13 %   |
| Другие         | 1818              | 7,47 %   |
| Итого          | 24 306            | 100,00 % |

## Административно-территориальное устройство
Административно-территориальное устройство, статус и границы Усть-Вымского района установлены Законом Республики Коми от 6 марта 2006 года № 13-РЗ «Об административно-территориальном устройстве Республики Коми»
Район включает 12 административных территорий:
| №  | Административная территория                                   | Административный центр | Населённые пункты | Количество населённых пунктов |
| -- | ------------------------------------------------------------- | ---------------------- | --- | ----------------------------- |
| 1  | город районного значения Микунь с подчинённой ему территорией | город Микунь           | г. Микунь, пст Шежам | 2                             |
| 2  | посёлок городского типа Жешарт с подчинённой ему территорией  | пгт Жешарт             | пгт Жешарт, д. Римья | 2                             |
| 3  | село Айкино с подчинённой ему территорией                     | село Айкино            | с. Айкино, д. Вёздино, д. Вомын, д. Гобаново, д. Микунь, д. Мыръерем, д. Сыспи, д. Тыдор                                                                    | 8                             |
| 4  | посёлок сельского типа Вежайка с подчинённой ему территорией  | посёлок Вежайка        | пст Вежайка, пст Певъю, пст Яренга | 3                             |
| 5  | село Гам с подчинённой ему территорией                        | село Гам               | с. Гам, д. Арабач, д. Богомолово, д. Гамлакост, д. Ёль, д. Камсамас, д. Кебырыб, д. Кырув, д. Яг                                                            | 9                             |
| 6  | посёлок сельского типа Донаёль с подчинённой ему территорией  | посёлок Донаёль        | пст Донаёль | 1                             |
| 7  | посёлок сельского типа Илья-Шор с подчинённой ему территорией | посёлок Илья-Шор       | пст Илья-Шор | 1                             |
| 8  | село Кожмудор с подчинённой ему территорией                   | село Кожмудор          | с. Кожмудор, д. Гажакерес, д. Заречье, д. Ипа, д. Коквицы, д. Кырс, д. Лыаты, д. Назар, д. Нижние Коквицы, д. Семуково, д. Сюлатуй, д. Туискерес, д. Эжолты | 13                            |
| 9  | посёлок сельского типа Мадмас с подчинённой ему территорией   | посёлок Мадмас         | пст Мадмас, пст Протока | 2                             |
| 10 | село Межег с подчинённой ему территорией                      | село Межег             | с. Межег, пст Заручейный, пст Казлук | 3                             |
| 11 | посёлок сельского типа Студенец с подчинённой ему территорией | посёлок Студенец       | пст Студенец, д. Вогваздино, д. Ероздино | 3                             |
| 12 | село Усть-Вымь с подчинённой ему территорией                  | село Усть-Вымь         | с. Усть-Вымь, пст Чёрный Яр, д. Конец-Озерье, д. Оквад, д. Полавье, д. Ыб                                                                                   | 6                             |

г. — город
д. — деревня
пгт — посёлок городского типа
пст — посёлок сельского типа
с. — село

## Муниципально-территориальное устройство
В Усть-Вымский муниципальный район входят два городских и 10 сельских поселений.
| №        | Муниципальное образование | Административный центр | Количество населённых пунктов | Население (чел.) | Площадь (км²) |
| -------- | ------------------------- | ---------------------- | ----------------------------- | ---------------- | ------------- |
| 1e-06    | Городское поселение       |                        |                               |                  |               |
| 1        | Жешарт                    | пгт Жешарт             | 2                             | ↘6881            | 18,73         |
| 2        | Микунь                    | город Микунь           | 2                             | ↘8288            | 13,91         |
| 2.000002 | Сельское поселение        |                        |                               |                  |               |
| 3        | Айкино                    | село Айкино            | 8                             | ↗3344            | 13,77         |
| 4        | Вежайка                   | посёлок Вежайка        | 3                             | ↘52              | 6,02          |
| 5        | Гам                       | село Гам               | 9                             | ↗664             | 5,41          |
| 6        | Донаёль                   | посёлок Донаёль        | 1                             | ↘309             | 3,30          |
| 7        | Илья-Шор                  | посёлок Илья-Шор       | 1                             | ↗407             | 4,17          |
| 8        | Кожмудор                  | село Кожмудор          | 13                            | ↗957             | 16,37         |
| 9        | Мадмас                    | посёлок Мадмас         | 2                             | ↗686             | 3,33          |
| 10       | Межег                     | село Межег             | 3                             | ↗649             | 5,84          |
| 11       | Студенец                  | посёлок Студенец       | 3                             | ↗710             | 13,97         |
| 12       | Усть-Вымь                 | село Усть-Вымь         | 6                             | ↗866             | 17,02         |

## Населённые пункты
В Усть-Вымский район входят 52 населённых пункта.
| №  | Населённый пункт | Тип     | Население | Муниципальное образование |
| -- | ---------------- | ------- | --------- | ------------------------- |
| 1  | Айкино           | село    | ↘3192     | Айкино                    |
| 2  | Арабач           | деревня | 115       | Гам                       |
| 3  | Богомолово       | деревня | 11        | Гам                       |
| 4  | Вежайка          | посёлок | ↘598      | Вежайка                   |
| 5  | Вёздино          | деревня | 157       | Айкино                    |
| 6  | Вогваздино       | деревня | 133       | Студенец                  |
| 7  | Вомын            | деревня | 8         | Айкино                    |
| 8  | Гажакерес        | деревня | 32        | Кожмудор                  |
| 9  | Гам              | село    | 208       | Гам                       |
| 10 | Гамлакост        | деревня | 9         | Гам                       |
| 11 | Гобаново         | деревня | 9         | Айкино                    |
| 12 | Донаёль          | посёлок | ↘309      | Донаёль                   |
| 13 | Ёль              | деревня | 8         | Гам                       |
| 14 | Ероздино         | деревня | 6         | Студенец                  |
| 15 | Жешарт           | пгт     | ↘6876     | Жешарт                    |
| 16 | Заречье          | деревня | 5         | Кожмудор                  |
| 17 | Заручейный       | посёлок | ↘33       | Межег                     |
| 18 | Илья-Шор         | посёлок | ↗407      | Илья-Шор                  |
| 19 | Ипа              | деревня | 8         | Кожмудор                  |
| 20 | Казлук           | посёлок | ↘600      | Межег                     |
| 21 | Камсамас         | деревня | 11        | Гам                       |
| 22 | Кебырыб          | деревня | 30        | Гам                       |
| 23 | Кожмудор         | село    | 267       | Кожмудор                  |
| 24 | Коквицы          | деревня | 79        | Кожмудор                  |
| 25 | Конец-Озерье     | деревня | 4         | Усть-Вымь                 |
| 26 | Кырс             | деревня | 12        | Кожмудор                  |
| 27 | Кырув            | деревня | 55        | Гам                       |
| 28 | Лыаты            | деревня | 93        | Кожмудор                  |
| 29 | Мадмас           | посёлок | 793       | Мадмас                    |
| 30 | Межег            | село    | 164       | Межег                     |
| 31 | Микунь           | город   | ↘8288     | Микунь                    |
| 32 | Микунь           | деревня | 7         | Айкино                    |
| 33 | Мыръерем         | деревня | 7         | Айкино                    |
| 34 | Назар            | деревня | 29        | Кожмудор                  |
| 35 | Нижние Коквицы   | деревня | 21        | Кожмудор                  |
| 36 | Оквад            | деревня | 43        | Усть-Вымь                 |
| 37 | Певъю            | посёлок | #Н/Д      | Вежайка                   |
| 38 | Полавье          | деревня | 5         | Усть-Вымь                 |
| 39 | Протока          | посёлок | 0         | Мадмас                    |
| 40 | Римья            | деревня | ↘6        | Жешарт                    |
| 41 | Семуково         | деревня | 97        | Кожмудор                  |
| 42 | Студенец         | посёлок | 526       | Студенец                  |
| 43 | Сыспи            | деревня | 6         | Айкино                    |
| 44 | Сюлатуй          | деревня | 61        | Кожмудор                  |
| 45 | Туискерес        | деревня | 208       | Кожмудор                  |
| 46 | Тыдор            | деревня | 13        | Айкино                    |
| 47 | Усть-Вымь        | село    | ↘760      | Усть-Вымь                 |
| 48 | Чёрный Яр        | посёлок | 209       | Усть-Вымь                 |
| 49 | Шежам            | посёлок | →0        | Микунь                    |
| 50 | Ыб               | деревня | 24        | Усть-Вымь                 |
| 51 | Эжолты           | деревня | 41        | Кожмудор                  |
| 52 | Яг               | деревня | 292       | Гам                       |

Упразднённые населённые пункты:
- 1997 год — деревня Березники Усть-Вымского сельсовета; поселки Лесная и Сырвож Вежайского сельсовета; поселок Черничный Айкинского сельсовета[27].

- 2023 год — посёлок Яренга[28].

## Экономика
Промышленность представлена отраслями лесного комплекса, машиностроения и металлообработкой, пищевой промышленностью. Крупнейшее предприятие района и республики — Жешартский фанерный комбинат — введён в строй в первые послевоенные годы, получил дальнейшее развитие в начале 1970-х годов с пуском древесностружечного производства.